# Danijel Subašić
Danijel Subašić (født 27. oktober 1984 i Zadar, Jugoslavien) er en kroatisk fodboldspiller (målmand). Han spiller for AS Monaco i den franske Ligue 1.
Subašić spillede som ungdomsspiller og i starten af sin seniorkarriere hos NK Zadar i sin fødeby. I 2008 skiftede han til storklubben Hajduk Split, først på et lejemål og senere på en permanent kontrakt. I 2012 skiftede han til den daværende Ligue 2-klub AS Monaco. Her var han med til at føre klubben til oprykning til Ligue 1.

## Landshold
Subašić står (pr. juni 2014) noteret for seks kampe for Kroatiens landshold, som han debuterede for 14. november i en venskabskamp på hjemmebane mod Liechtenstein. Han repræsenterede sit land ved både EM i 2012, VM i 2014, EM 2016 og VM 2018.